# هاینز مایر لایبنیتز
هاینز مایر لایبنیتز (Technische Hochschule München; ۲۸ مارس ۱۹۱۱ – ۱۶ دسامبر ۲۰۰۰) فیزیک‌دان، و استاد دانشگاه اهل آلمان و از دانش‌آموختگان دانشگاه گوتینگن و دریافت‌کنندگان پور لی میریت بود.